# 윈도우 폰
윈도우 폰(영어: Windows Phone)은 마이크로소프트의 스마트폰을 위한 임베디드 모바일 운영 체제이다. 본디 포켓 PC 운영 체제인 윈도우 모바일 시리즈를 계승하는 운영 체제로 코드네임 포톤(Photon)으로 시작하였다. 초기 이름은 윈도우 폰 시리즈(Windows Phone)였으나, 2010년 4월 공식 명칭에서 "시리즈"를 제외하였다. 윈도우 폰 7은 CE 기반 커널이었으나, 윈도우 폰 8부터는 NT커널으로 변경되었다. 최신 버전인 윈도우 폰 8.1은 2014년 4월 4일 공개되었다. 윈도우 10 모바일이 공식 출시 될 시 '윈도우'로 브랜드 명이 통합될 예정이다.

## 버전

### 윈도우 폰 7
윈도우 폰의 최초 버전이다. 유럽에는 10월 21일, 북미는 11월에 출시되었고, 대한민국을 포함한 아시아권은 2011년에 출시되었다. 커널은 이전의 윈도우 모바일과는 같은 윈도우 CE 기반이지만, 응용 프로그램 호환성이 전혀 없도록 설계되었으며, 앱을 받을 수 있는 마켓플레이스가 생겼다.

### 윈도우 폰 8
2012년 10월 29일 출시되었으며, 커널을 윈도우 NT로 변경하여, 윈도우 8과 응용 프로그램 이식성을 증대하였다.

### 윈도우 폰 8.1
2014년 4월 2일에 출시되었다. 알림 센터를 추가하였으며, 윈도우 폰의 최소 사양을 낮췄다.
마이크로소프트 코타나가 추가되었다.

### 윈도우 10 모바일
일부 제품에만 정식 버전으로 출시되었으며, 정식 지원 예정인 다른 제품에는 인사이더 프리뷰를 배포하고 있다. 윈도우 10에서 윈도우의 통합을 우선시하여 개발되고 있다. 유니버설 앱에 대하여, 윈도우 10 (PC 버전)과 완벽한 호환성을 갖췄다.

## 특징
기존의 윈도우 모바일 시리즈와는 달리 완전히 변화된 운영 체제이며, 커널부터 UI까지 많은 부분이 바뀌었다. 윈도우 폰 7의 커널은 윈도우 CE를 계승한 윈도우 임베디드 컴팩트 기반으로 알려져있으며 UI는 메트로(마이크로소프트의 UI 중 하나) UI를 사용하였다. 음악/동영상 서비스로는 준을 채용하였으며, 마이크로소프트의 검색 엔진인 빙 (Bing)과 엑스박스 라이브 등이 기본적으로 탑재되어 있다. 또한 주소록은 페이스북같은 SNS와 연동이 되도록 설계하였다.

### '허브'를 통한 통합된 서비스의 제공

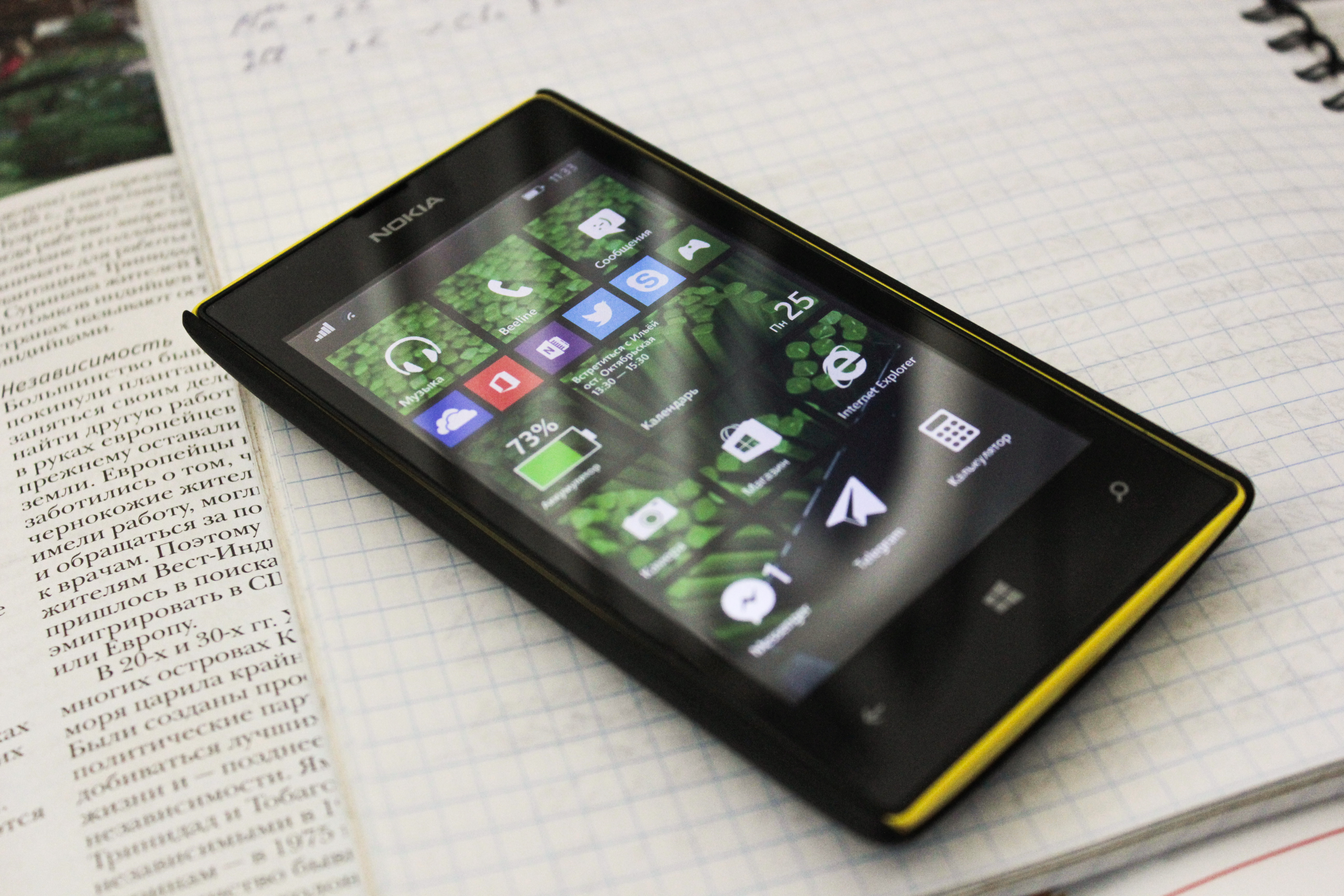
윈도우 폰 8.1이 적용된 노키아 루미아 520의 모습

윈도우 폰의 핵심 기능 중 하나로 통합된 경험(Integrated experience)의 제공을 내세우고 있다. 기존의 응용 소프트웨어 위주의 스마트폰 UI 환경에서 탈피하여 `허브`(Hub)를 통해 응용 프로그램들의 수많은 기능을 통합하도록 사용자 경험 디자인을 하였다.

### '라이브 타일'을 통한 한눈에 들어오는 초기화면
다른 스마트폰과 차별화 되는 사용자 경험으로는 한눈에 들어오는 초기화면(Glance-and-Go)인 메트로 UI가 있다. 다른 스마트폰과 달리 윈도우 폰에는 바탕화면에 아이콘 대신 `라이브 타일`(Live Tile)이라는 UI가 배치되어 다른 스마트폰에서 보이는 바탕화면 아이콘의 기능을 대신하고 있다. 이 특징을 활용한 여러 가지 애플리케이션들이 개발되었으며, 그중 일부는 날씨상태, 교통상태, 시세정보, 주식변동 등을 바로바로 알아볼 수 있게 하였다.

메트로 UI는 윈도우 8이 공개되면서 PC로도 확대 적용된다. 또한 이 UI는 마이크로소프트나 애플의 직원이 아닌 외부 개발자들에 의해 iOS에도 이식되었다. 이 기능은 더욱 발전되어 차기버전에 `딥 링크`(Deep Link)라는 기능을 추가하여 애플리케이션의 특정 부분부터 실행할 수 있도록 업데이트 한 기능이 MIX11(매년 4월에 개최되는 마이크로소프트의 콘퍼런스)을 통해 공개되었다.

윈도우 폰 8부터는 라이브 타일에 3단계의 크기 조절 기능이 추가되었다.

### 엑스박스 라이브
윈도우 폰에는 게임기능으로 엑스박스 라이브가 탑재되어 있다. XNA를 기반으로 개발하게 되어 있으며, 기존의 엑스박스 기반의 콘솔 서비스를 윈도우 폰 7에서도 사용할 수 있게 하였으며, 기본 허브로 탑재되어 있다.

## 구조

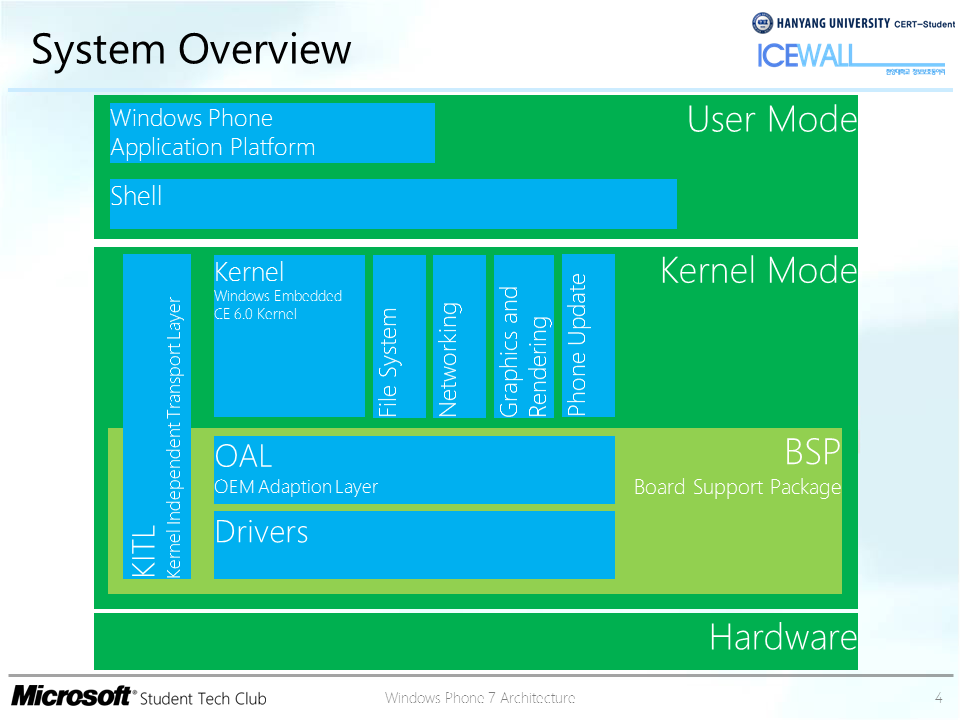
윈도우 폰 7의 시스템 구조

### 하드웨어
하드웨어 설계가 하드웨어 업체별로 자유로웠던 윈도우 모바일 6.5 이전과는 달리, 윈도우 폰 7에서는 마이크로소프트에서 제시한 가이드라인과 최소 사양을 만족해야 한다. 최소사양은 윈도우 폰 버전별로 상이하다.

### 소프트웨어
소프트웨어는 크게 커널 모드와 사용자 모드로 나눌 수 있다. 커널모드는 다시 BSP(Board Support Package)와 나머지 모듈들로 나눌 수 있는데, BSP는 하드웨어 제조 업체에서 하드웨어와 운영 체제를 연결하기 위해 만드는 소프트웨어 계층이며, 커널모드의 나머지 모듈들은 일반적인 운영 체제와 기능이 유사하다.

## 개발 환경
마이크로소프트에 따르면 윈도우 폰의 개발 환경은 C#과 VB.NET (Silverlight 4.0, XNA 4.0)에 기반한다.
비주얼 스튜디오 2010 이후로는, 윈도우 폰의 개발이 지원된다.

## 같이 보기
- 윈도우 모바일
- 마이크로소프트
- 윈도우 CE
- 엑스박스 라이브
- 윈도우 10 모바일
- 모바일 운영 체제